# ایهول
ایهول (به انگلیسی: Aihole) یک روستا در هند است که در کارناتاکا واقع شده‌است.